# Amiota filipes
Amiota filipes är en tvåvingeart som beskrevs av Maca 1980. Amiota filipes ingår i släktet Amiota och familjen daggflugor. Inga underarter finns listade i Catalogue of Life.